# The Big Teutonic 4 – Part II
The Big Teutonic 4 – Part II ist eine Split-EP der deutschen Thrash-Metal-Bands Kreator, Sodom, Destruction und Tankard.

## Entstehung und Hintergrund
Nach dem Erfolg der ersten Split-EP The Big Teutonic 4 im Jahre 2012 entschlossen sich die Bands, eine weitere EP mit Coverversionen zu veröffentlichen. Die EP enthält rare Coverversionen von Bands der New Wave of British Heavy Metal. Alle vier auf der EP veröffentlichten Titel wurden bereits Jahre vorher veröffentlicht.
Kreator coverten das Lied Lambs to the Slaughter von der Band Raven, das bereits 1988 auf der EP Out of the Dark… Into the Light veröffentlicht wurde. Sodom steuerten das Lied Don’t Walk Away von Tank bei, dass 1989 auf der Single Ausgebombt erstmals erschien. Destruction coverten Princess of the Night von Saxon, das auf der japanischen Version ihres Albums Spiritual Genocide erstmals veröffentlicht wurde. Schließlich spielten Tankard ihre Version des Liedes Iron Maiden von Iron Maiden ein, erstmals veröffentlicht auf dem Sampler A Tribute to the Beast – Vol. 2 von 2003.
Zunächst wurde die Split am 25. Februar 2015 auf CD als Beilage des deutschen Musikmagazins Rock Hard veröffentlicht. Am 13. März 2015 veröffentlicht Nuclear Blast dann die Split als 10″-Schallplatte auf schwarzem, rotem, gelben und transparentem Vinyl. Jede Version ist auf jeweils 250 Stück limitiert.
Das Cover der EP zeigt das Logo der Big Teutonic 4 in der Mitte. Außen herum sind Titelseiten von Tageszeitungen zu sehen, auf denen kleine Scherze untergebracht wurden. So lautet eine Schlagzeile, dass Sodom ihren Namen in Gomorra ändern. Destructions Maskottchen Mad Butcher wäre auf den Malediven gesichtet worden. Schließlich würde die bandeigene Biermarke von Tankard Sponsor der Fußball-Weltmeisterschaft 2018.

## Titelliste
1. Kreator: Lambs to the Slaughter – 3:32
2. Sodom: Don’t Walk Away – 2:55
3. Destruction: Princess of the Night – 3:51
4. Tankard: Iron Maiden – 3:38